# Славянские имена
Славянские имена — имена, сформированные из морфем славянской группы языков.
Выделяются[кем?][значимость факта?] западные, восточные и южные славяне.
Источником формирования славянских имён являются морфемы славянских слов — слов из языков славянской группы.
Типология:
1. По знатности носителей
Имена соц. элиты:
- Святослав, Доброжир, Тихомир, Ратибор, Добрыня, Тишило, Рат(и)ша, Путята.

Имена основного славянского населения:
- Наум, Ждан, Неждан, Хотен, Щука, Ёрш, Волк (ср. Вулк), Первуша, Вторак, Третьяк, Вулк, Храбр.

2. По количеству основ:
двуосновные:
- Святослав, Богдан, Борислав, Доброжир, Тихомира, Добронега, Звенислава.

одноосновные:
- Ёрш, Волк, Первуша, Вторак, Третьяк, Вулк, Храбр, Добрыня, Путята.

3. По смыслу:
- Имена от причастий (Ждан, Неждан, Хотен);
- Имена из животного и растительного мира (Щука, Ёрш, Заяц, Волк, Орёл, Орех и т. п.);
- Имена по порядку рождения (Первуша, Вторак, Третьяк);
- Имена по человеческим качествам (Храбр, Добрыня, Святослав).

### Древняя Русь
Древнерусские личные имена делились на две группы: внутрисемейные и уличные. Внутрисемейное личное имя давалось ребенку сразу после рождения, а уличное человек получал уже во взрослом состоянии. Уличные личные имена учёные называют ещё прозвищами. Наиболее полно изучены внутрисемейные языческие имена. 
После принятия христианства славянам стали давать при рождении два имени: одно — крестильное, а другое — языческое. У князей могло быть два христианских имени. 
Особый пласт имён представляли княжеские имена, преимущественно употребляемые в правящем роду, у каждого славянского племени набор их был отличен (например, на Руси — Вячеслав, Ярополк, Всеволод, см. Родовые имена Рюриковичей).
Первые века христианства (X—XIII вв.) славянские имена употреблялись на Руси в быту, крестильные же имена (разного происхождения, но через греческое посредство) использовались лишь в церкви. В результате крещения Руси ряд имён из славянских корней возник на славянской почве как калька греческих, например, Вера, Надежда, Любовь (Пистис, Элпис, Агапе), Лев (Леон). К славянским дохристианским они не относятся.
С XIV века основным именем становится христианское, причём люди продолжают иметь прозвища, уже не традиционные, а обычно связанные с той или иной чертой человека и определяемые живым языком (Волк, Палка, Большой и т. п.), от них наряду с крестильными именами (Иванов, Петров) позже стали образовываться русские фамилии (Волков, Палкин, Большов и т. п.). Из славянских имён сохранились к 20 веку в употреблении лишь те, которые носили канонизированные святые — тем самым эти имена стали даваться в крещении (Владимир, Всеволод, Борис и др.).